# Johan Anton Frederik Hoffmann
Johan Anton Frederik Hoffmann (født 28. juni 1818 i Frederiksstad, død 4. maj 1864 i Bogense) var en dansk officer.

## Baggrund og jernbaneingeniør
Han var født i Frederiksstad og søn af J.F.P. Hoffmann (1795-839) og Marie Elisabeth f. Maniens (1795-1872) Han blev kadet i 1832, sekondløjtnant ved Oldenborgske Infanteriregiment 1837, forflyttet til 7. bataljon 1842 og samme år forfremmet til premierløjtnant ved 2. bataljon. Ved siden af sin militære uddannelse havde Hoffmann, der var en praktisk anlagt type, taget sig tid til at sætte sig ind i landinspektørfaget og forskellige forhold vedrørende jernbaneanlæg, og i 1846 trådte han af fra hæren og bistod den engelske overingeniør William Radford som sektionsingeniør ved anlægget af den første danske jernbane fra København til Roskilde. I den forbindelse kan det tilføjes, at Hoffmann senere blev benyttet af Indenrigsministeriet til at udsøge mulige jernbanelinjer på Fyn og i Jylland og var ministeriets konsulent ved ekspropriationerne, ligesom han sammen med senere jernbanedirektør, etatsråd Niels Henrik Holst blev sendt til England for at lære om dampfærger.

## De slesvigske krige
1848 indtrådte Hoffmann på ny i hæren og rykkede i felten med 3. reservebataljon, hvorfra han det følgende år, efter at være blevet udnævnt til kaptajn, overgik til 5. forstærkningsbataljon. I 1850, få dage efter slaget ved Isted, blev han flyttet til vestkorpset, der under ledelse af Schepelern opererede på hærens højre fløj, og han blev tilknyttet oberstløjtnant Hans Helgesen, der 7. august indtog Frederiksstad fra fjenden i spidsen for korpsets fortrop. Hoffmanns navn blev under det efterfølgende forsvar af hans fødeby knyttet tæt til Helgesens som en uforfærdet, dygtig og trofast hjælper og rådgiver. Efter krigens ophør fulgte han Helgesen til Slesvig og fungerede som adjudant ved kommandantskabet der indtil 1853, da han blev ansat som kompagnichef ved 16. bataljon, hvorfra han i 1856 blev forflyttet til 22. bataljon og i 1863 til 13. bataljon. I slutningen af dette år, da krigen stod for døren, kom han til 4. infanteribrigade, der var indkvarteret i og ved Frederiksstad, og da brigadens chef, generalmajor Ernst Wilster, 9. februar 1864 overtog kommandoen over 3. armédivision, blev Hoffmann udnævnt til stabschef ved divisionen. Hoffmanns indsats i denne nye stilling blev dog brat afbrudt. Under forpostkampen ved Fredericia ud for Havreballegård den 8. marts sprang en granat på landevejen øst for Stovstrup, hvor divisionsstaben netop befandt sig, og Hoffmann blev så alvorligt såret, at han måtte gennemgå en amputation, men det var kun en stakket frist, og han døde 4. maj på lazarettet i Bogense. Umiddelbart forinden sin død var Hoffmann blevet forfremmet til major. Han blev Ridder af Dannebrog 1850 og siden Dannebrogsmand.
Han var gift med Caroline Vilhelmine f. Flor (21. februar 1822 – ), datter af bataljonskirurg Hans Flor (1771-1838) og Martha Elisabeth f. Joenstrup. Hoffmann er bl.a. mindet i Frederiksberg Kirke.